# Günther Frank

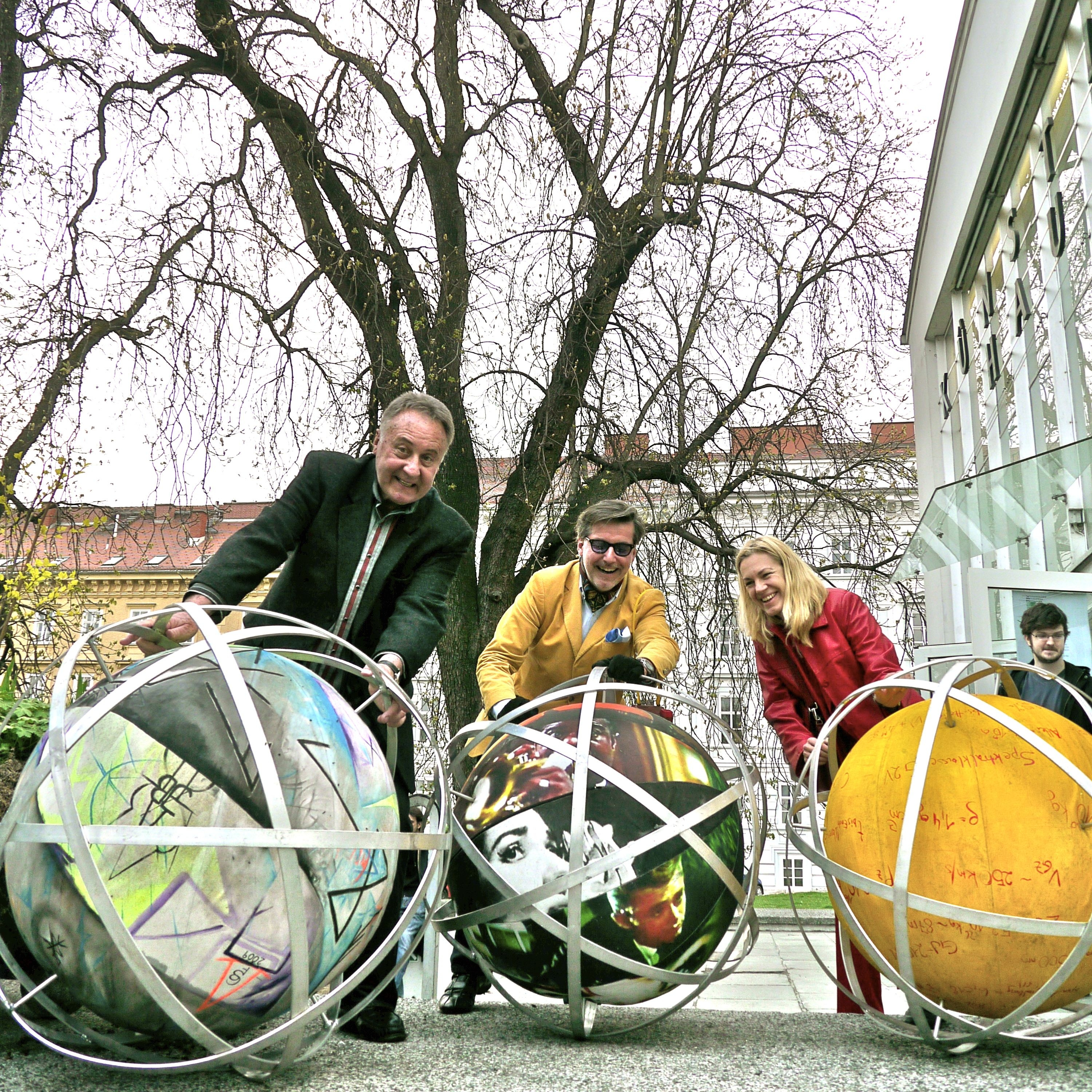
Günther Frank (links) mit Christian Reichhold und Martina Schettina vor dem Künstlerhaus Graz, 2010

Günther Frank (* 16. September 1936 in Wien) ist ein österreichischer Schauspieler, Sänger, Autor und Moderator.

## Leben
Er legte die Matura am Gymnasium Horn ab und studierte Malerei an der Wiener Akademie der bildenden Künste. Anschließend absolvierte er eine Schauspiel- und Gesangsausbildung. Als Sänger trat er in verschiedenen Operetten und Musicals auf, als Schauspieler stand er unter anderem auf der Bühne des Burgtheaters. Dazwischen war er auch im Kabarett Simpl unter Karl Farkas tätig.
1986 begann er als Moderator zu arbeiten. Neben Moderationen der Sendung Autofahrer unterwegs gestaltete er Hörfunksendungen in den USA und Kanada. Nach wie vor macht er kleine Fernsehserien in Wien heute.
Neben der Stadt Wien fühlt er sich auch dem Wienerlied verbunden. Insgesamt hat er über 400 Titel auf CD aufgenommen.
Frank ist nicht nur durch öffentliche Auftritte bekannt, auch seine Bilder sind weltweit in Galerien präsent. Als Maler benützt er seinen Geburtsnamen Günther Schmidek. Weiters verfasste Günther Frank mehrere Bücher. Seit 2009 ist Günther Frank Teilnehmer am Kunstprojekt Rolling Stars and Planets, dessen Mitbegründer er war.
Günther Frank lebt im niederösterreichischen Langenzersdorf.

## Filmografie
- 1957: Bilanz der Saison (TV-Serie)
- 1959: Mein Schatz, komm mit ans blaue Meer
- 1966: 00Sex am Wolfgangsee
- 1966: Boccaccio (TV)
- 1968: Die Landstreicher (TV)
- 1968: Wenn die kleinen Veilchen blüh’n (TV)
- 1969: Der Musikboxer – Ein Schlagabtausch nach Noten (TV-Mehrteiler)
- 1971: Tanz-Café (TV-Serie, sechs Folgen)
- 1979: Träume kann man nicht verbieten (TV)

## Auszeichnungen
- 1987: Verleihung in Österreich zur Führung des Berufstitels Professor
- Ehrenkreuz für Wissenschaft und Kunst I. Klasse
- Goldene Medaille / Ehrenzeichen der Bundeshauptstadt Wien / des Bundeslandes Wien
- 2001: Goldenes Ehrenzeichen für Verdienste um das Bundesland Niederösterreich
- 2004: Goldenes Ehrenzeichen für Verdienste um die Republik Österreich
- 2007: Päpstlicher Orden Cavalierato dell' Ordine di S.Silvestro P. (Ritterkreuz)